# Кушинагар (округ)
Кушинагар (англ. Kushinagar) — округ в индийском штате Уттар-Прадеш. Получил своё название от священного места паломничества буддизма — города Кушинагара. Административный центр — город Падарауна. Площадь округа — 2909 км². По данным всеиндийской переписи 2001 года население округа составляло 2 893 196 человек. Уровень грамотности взрослого населения составлял 46,94 %, что ниже среднеиндийского уровня (59,5 %).